# Русь (газета, 1864)
«Русь» — русская газета, выходившая в Санкт-Петербурге в 1864 году.

## История
Политическая и литературная газета «Русь» выходила в Санкт-Петербурге в 1864 году еженедельно. Всего вышло 22 номера.
Издавал и редактировал газету В. В. Бажанов, с № 18 — Н. И. Шульгин.
Под редакцией Бажанова газета не имела определенного политического лица. Не касаясь общественных тем, редакция делала исключение лишь для польского вопроса, которому уделялось сравнительно большое место на страницах газеты. «Русь» проводила официальную точку зрения на польские события. Газета, очевидно, не имела успеха, и на № 16/17, который вышел в конце апреля, ее издание было приостановлено.
Затем ее приобрел Н. И. Шульгин, и с октября газета стала выходить под новой редакцией и по новой программе. Политическим отделом заведовал Л. А. Леливо-Полонский, внутренним — Шульгин и А. С. Славутинский, отделом критики и библиографии — А. П. Пятковский, педагогическим — Д. Д. Семёнов. В газете приняли участие также: П. И. Вейнберг, Н. К. Михайловский («Мужской вопрос или женский», № 18), В. Р. Щиглев.
Шульгин стремился превратить газету в демократический орган. «Русь» вела борьбу с реакционной прессой, а также с либералами-«постепеновцами», клеймила охранительный роман Писемского «Взбаламученное море». Газета возлагала надежды на победу «реалистического и критического разума».
В газете был помещен большой критический очерк о творчестве Некрасова. Давая поэту очень высокую оценку, газета подчеркивала прежде всего его «честную любовь к беднякам и честную ненависть к эксплуататорам». «Русь» защищала необходимость широкого народного образования и женской эмансипации.